# تواشتر
تواشتر (سانسکریت: त्वष्टृ، آوانگاری: Tvaṣṭṛ) خدای صنعتگر یا مد وداها است. او همچنین در ادبیات بعدی هندوئیسم مانند هاریومسا ذکر شده‌است. گاهی تواشتر با خدای دیگری به نام «ویشواکارما» یکی می‌شود.

## قالب
تواشتر- تواستر (انگلیسی: Tvastr-Tvashtr)
صنعتگر الهی. نامی مشتق از ریشه «تواکش» به معنی «قالب ریختن» در اساطیر هندو مظهر قالب‌گیری و قالب زدن است. آفریننده صورت‌ها و شکل‌ها است. الگوی تمام ویژگی‌های مخلوقات است. هر نوع از مخلوقات، قالب و الگوی خود را دارد